# Cửa Định An
Cửa biển Định An thuộc xã Long Vĩnh, huyện Duyên Hải, tỉnh Trà Vinh là cửa sông lớn đón luồng tàu biển tải trọng lớn chủ yếu ra vào sông Hậu và là một trong chín cửa của sông Cửu Long đổ ra Biển Đông.
Cửa Định An nằm trên dòng sông Hậu, địa giới tự nhiên giữa hai tỉnh Sóc Trăng và Trà Vinh.
Luồng Định An – Cần Thơ (qua cửa Định An) dài 121,5 km. Đoạn cửa Định An xấp xỉ 30 km, độ sâu thiết kế -4,2m (-2,5+-3m) tàu 3.000 – 5.000 DWT. Đoạn trong sông dài 91 km, độ sâu -7m + -10m cho tàu 10.000 – 20.000 DWT. Từ năm 1991 đến nay, mỗi năm nạo vét 200+700 ngàn m, độ sâu -3,2m + -4m. Chỉ duy trì được 1 đến 2 tháng sau đó bị bồi lắp lại đến độ sâu tự nhiên -2 +2,5m. Tuyến lạch sâu tự nhiên ngoài cửa Định An luôn thay đổi, phạm vi dịch chuyển rộng khoảng 4 km.
Luồng Định An – Cần Thơ có tổng 118 phao và thông số kỹ thuật:
- Đoạn cửa Định An (Từ P “0” – P “14”) có chiều dài 15,9 km, chiều rộng 100m, độ sâu -4.0m, bán kính cong nhỏ nhất 850 cm.
- Phao “14” – Bến cảng Cần Thơ có chiều dài 130,1 km, chiều rộng 200m, độ sâu tự nhiên, bán kính cong nhỏ nhất 1.000 cm.
- Bến cảng Cần Thơ – Vàm Rạch Ô Môn	có chiều dài 11,6 km, chiều rộng 100m, độ sâu tự nhiên.